# Chen Jiru

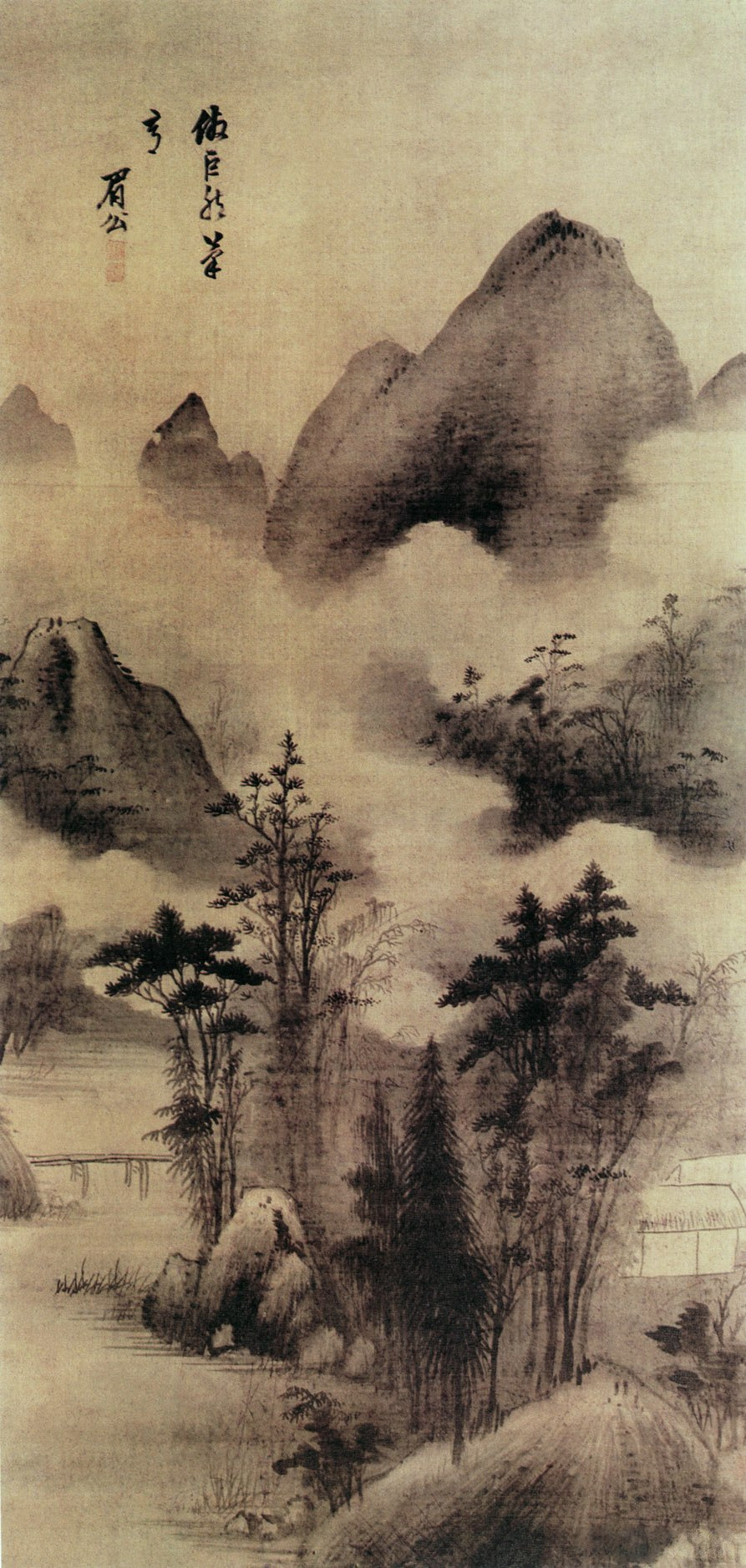
Yunshan-berg

Chen Jiru (traditioneel Chinees: 陳繼儒; 1558–1639) was een Chinees kunstschilder, pottenbakker, kalligraaf, schrijver en literator in de Ming-periode. Chen was geboren in Huating (华亭), het huidige Songjiang-districht in Shanghai. Zijn omgangsnaam was Zhongchun (仲醇) en zijn artistieke namen Migong (麋公) en Meigong (眉公).

## Werken
Chen Jiru was goed bevriend met Dong Qichang, met wie hij geregeld door China reisde. Hij verwierf met name bekendheid door zijn sierlijk uitgevoerde (shan shui-)landschappen, bamboeschilderingen en stillevens van pruimenbloesem in gewassen inkt. Hij was bedreven in kalligrafie in de stijl van Su Shi (1037–1101) en Mi Fu (1051–1107) uit de Song-periode. Chens literaire werken behandelen diverse onderwerpen, waaronder verhandelingen over thee en gastronomie. Noemenswaardig is zijn autobiografie, waarin hij op een ludieke wijze zijn eigen begrafenis beschrijft.

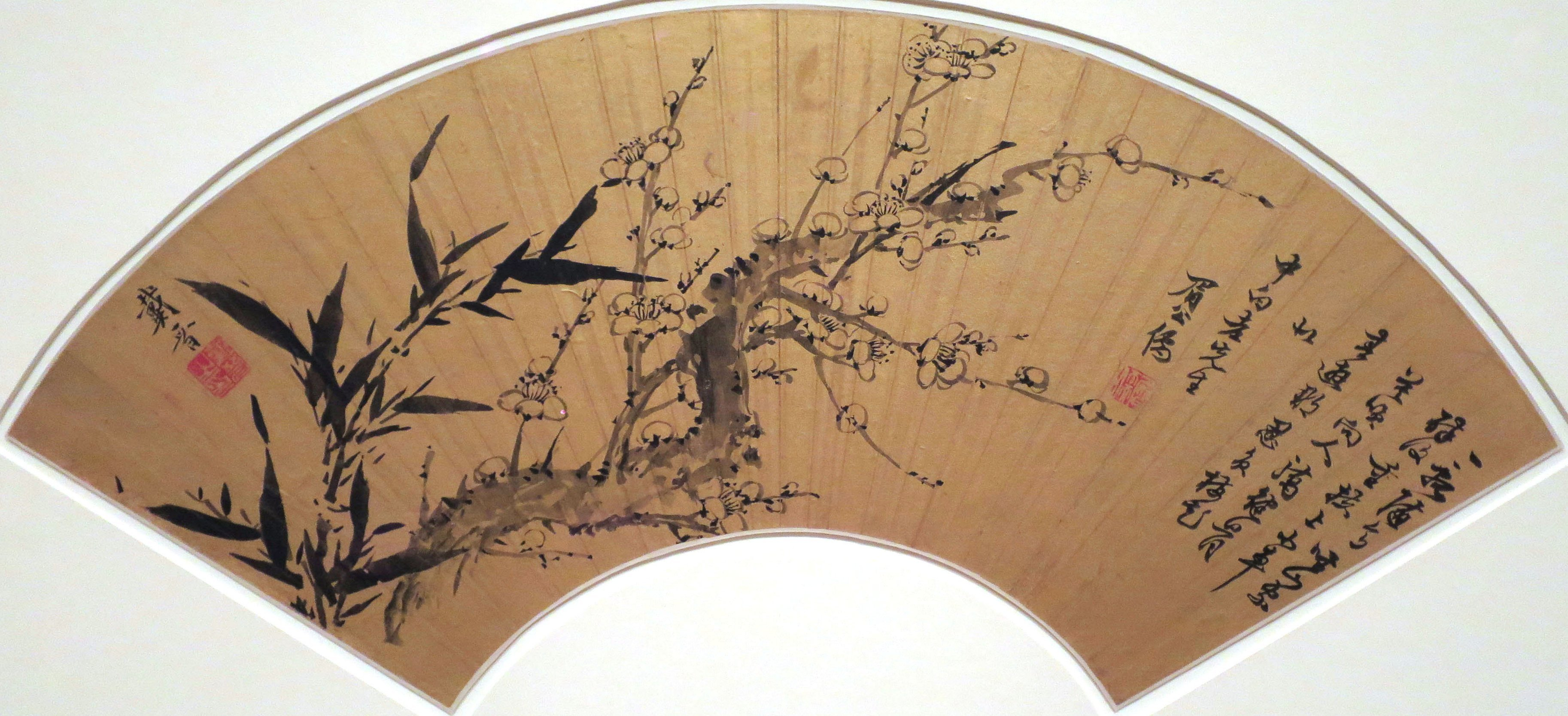
Pruimenbloesem en bamboe
gewassen inkt en goud op papieren waaier

- Bibliothèque nationale de France: cb16040816d (data)
- CiNii: DA00411708
- Gemeinsame Normdatei: 133745368
- International Standard Name Identifier: 0000 0001 1871 4800
- Library of Congress Control Number: n84088983
- Nationale Bibliotheek van Israël: 987007459176905171
- Système universitaire de documentation: 112904742
- Trove: 1343055
- Union List of Artist Names: 500335922
- Virtual International Authority File: 140144648535274613472